# Estación de Ortilla-Marracos
Ortilla-Marracos fue una estación de ferrocarril situada en el municipio español de Gurrea de Gállego, en la provincia de Huesca. La estación perteneció a la variante de Turuñana de la línea Zaragoza-Canfranc y estuvo operativa entre 1929 y 1971. 

## Situación ferroviaria
Se situaba a una altitud de 399 metros sobre el nivel del mar, en el punto kilométrico 24,105 de un total de 39,315 de los que constaba el citado ramal, que cubría el trayecto por el Río Gállego entre las estaciones de Zuera y Turuñana. Se encontraba entre las estaciones de Gurrea de Gállego y Piedramorrera-Biscarrués.

## Historia

### Inicios
La estación fue levantada originalmente como parte de la variante ferroviaria de Zuera a Turuñana, de ancho ibérico, que a su vez formaba parte de la línea de ferrocarril que une Zaragoza con la frontera francesa por Canfranc. El tramo al que perteneció la estación fue construido por la Compañía de los Caminos de Hierro del Norte de España más conocida como "Norte", que puso en servicio el tramo el 15 de febrero de 1929 con la variante de Zuera a Turuñana que acortaba considerablemente el recorrido desde Zaragoza a Ayerbe y a la frontera con Francia, aunque dejando de lado a Huesca, la población intermedia de mayor importancia de la línea. La inauguración oficial no se llevó a cabo hasta el 4 de marzo de 1929.
Desde la misma inauguración de la estación, ya hubo controversias por el nombre, pues consideraban en Ortilla que era mejor renombrar la siguiente estación en kilometraje ascendente, Biscarrués, con el nombre de Biscarrués-Ortilla por estar mucho más cercana a Ortilla. Dicha controversia provocó retrasos en el correo postal dirigido a Ortilla, aparte de ser un camino fangoso y largo el que comunicaba la estación con la población. Este litigio no fue nunca resuelto y no se cambió el nombre de la estación, quedando la contigua como Piedramorrerra-Biscarrués
El complejo ferroviario contaba con un edificio de viajeros, ya sin tejado, y el almacén, que fueron demolidos. Todas la vías de servicio fueron ya previamente retiradas. A pesar de su nombre, el emplazamiento se encuentra muy lejos de Ortilla, a 15 km, y solo a un par de kilómetros de Marracos en la provincia de Zaragoza, cruzando el Río Gállego y pegada a la carretera que lleva al embalse de La Sotonera. La estación fue un destino ferroviario poco apetecible debido a su aislamiento, por lo que, generalmente, fue ocupado por ferroviarios expedientados y conflictivos, que iban allí forzosos.

### Guerra Civil y postguerra
Al comenzar la Guerra Civil las instalaciones (y toda la línea del Canfranc, salvo los accesos a Huesca) quedaron bajo control del bando sublevado. «Norte» continuará su existencia y los miembros de la antigua dirección que consiguieron huir a la zona sublevada intentaron reconstruir la compañía dentro de sus posibilidades, aunque serán las autoridades militares sublevadas las que realmente dirijan y administren todo lo relacionado con los ferrocarriles, pues era crucial para el esfuerzo bélico. No obstante, la gestión ferroviaria en esta zona hubo de lidiar con carencias de equipo y piezas de repuesto, así como la falta de personal especializado.
Durante el período inmediato de posguerra, «Norte» se centró en la reconstrucción de su red, instalaciones y material móvil. Se trató de volver a la situación anterior a la guerra, pero la situación económica era desastrosa, mientras que el nuevo Estado franquista en principio no tocó su independencia. No obstante, la destrucción de las instalaciones de Port Bou impulsó la frontera ferroviaria de Canfranc que canalizó la mayor parte del tráfico internacional del oriente peninsular y durante la II Guerra Mundial su tráfico de mercancías alcanzó un auge importante merced a las exportaciones hacia Europa.
Esta situación cambió al crearse la Red Nacional de los Ferrocarriles Españoles (RENFE) a principios de 1941, tras lo cual todos los ferrocarriles de vía ancha fueron nacionalizados e integrados en RENFE.

### Decadencia y cierre
Entre 1954 y 1959 la línea volvió a tener un tráfico importante por las exportaciones de los agrios, pero la instalación de los sistemas de cambios de ejes en Hendaya y Cerbère eliminó dicho transporte por esta línea. Ello no impidió el cese del tráfico de viajeros en un tramo de la variante, el comprendido entre Gurrea de Gállego y Turuñana, el 1 de octubre de 1965, dejando a la estación de Ortilla-Marracos exclusivamente para tráfico de mercancías.
Al final de los años 60 volvió a tener un importante tráfico de mercancías, esta vez de importación por el transporte de maíz francés a España.
El 27 de marzo de 1970 el hundimiento en el lado francés, del puente de L´Estanguet a 5 km de Bedous, al descarrilar un tren de mercancías, interrumpió el tráfico internacional por ferrocarril desde Francia, lo que poco después provocó el cierre de facto de la variante de Turuñana en 1971, al considerar que no era rentable la línea soslayando el paso por Huesca. El acuerdo entre Francia y España obligaba a mantener el ramal. Al no respetar la parte francesa el acuerdo por no reabrir la línea en territorio francés, el estado español se sintió liberado de su cumplimiento y cierre oficial de la estación (y de todo el ramal) se produjo el 1 de enero de 1985. 
El edificio de viajeros, de dos plantas más una tercera abuhardillada, se derribó en 2010 tras años de vandalismo y abandono. A día de hoy sólo quedan visibles los bordillos de piedra del andén.